# Wrestlingworth
Wrestlingworth – wieś w Anglii, w hrabstwie ceremonialnym Bedfordshire, w dystrykcie (unitary authority) Central Bedfordshire. Leży 22 km na wschód od centrum miasta Bedford i 66 km na północ od centrum Londynu.